# Râul Corrèze
Corrèze este un râu în partea de centru a Franței. Este un afluent al râului Vézère, la rândul lui afluent al râului Dordogne. Izvorăște din departamentul Corrèze lânga localitatea Bonnefond, în Masivul Central. Are o lungime de 94 km, un debit mediu de 24 m³/s și un bazin colector de 947 km². Se varsă în Vézère la vest de Brive-la-Gaillarde.